# Transit (filme)
Transit é um filme de drama filipino de 2013 dirigido e escrito por Hannah Espia. Foi selecionado como representante das Filipinas à edição do Oscar 2014, organizada pela Academia de Artes e Ciências Cinematográficas.

## Elenco
- Ping Medina - Moises
- Irma Adlawan - Janet
- Jasmine Curtis-Smith - Yael
- Marc Justine Alvarez - Joshua
- Mercedes Cabral - Tina